# 변창흠
변창흠(卞彰欽, 1964년 8월 14일~)은 대한민국의 경제학, 행정학자, 연구인, 교육자이다. 세종대학교 행정학과 교수이며, 대한민국의 제5대 국토교통부 장관을 역임했다. 경북 의성군 출신이다.

## 생애

### 초기 활동
경북 의성군 안계면 의양리 출신이다. 1977년에 안계국민학교를 졸업했고, 1980년에 안계중학교를 졸업했다. 1983년에 대구 능인고등학교를 졸업했고, 서울대학교 경제학과에 입학했다. 대학 재학 중 그는 조교로 있었으며, SOC 분야 연구원으로 채용되었다. 1988년에 서울대학교 경제학과 학사 학위를 취득했다.
1990년에 서울대학교 환경대학원 도시계획학과 석사 학위를 취득한 이후에 충북대학교, 강남대학교, 연세대학교, 서울대학교에서 강사로 근무했다. 1996년 5월부터 1999년 4월까지 서울도시개발공사(2016년에 서울주택도시공사로 이름을 바꿈)에서 연구실 선임연구원을 역임했고 2000년에는 서울대학교 대학원으로부터 행정학과 박사 학위를 취득했다.

### 교수, 연구 활동
변창흠은 2000년 3월 서울시정개발연구원 도시경영연구부 부연구위원, DMC지원연구팀장이 되어 2003년 2월까지 재직했다. 2001년 3월부터 8월까지는 연세대학교 도시공학과 강사로 출강, 도시행정및재정을 강의하였다.
2003년 세종대학교 조교수가 된 뒤, 2003년 3월부터 2019년 4월까지 세종대학교에서 행정학과 교수로 근무했고 2003년 3월부터 2007년 8월 세종대학교 산업대학원 교학부장, 부동산경영학과 주임교수로 활동했고, 2008년 3월부터 2009년 2월에는 세종대학교 도시부동산대학원 대학원 주임교수로 재직했다. 2014년 2월부터 같은 해 11월까지 한국도시연구소 소장을 역임했다. 변창흠은 2014년 11월에 박원순 서울특별시장에 의해 학자 출신으로는 처음으로 서울주택도시공사 사장으로 임명되면서 세간의 주목을 받았다. 하지만 각종 개혁 정책에도 불구하고 2017년 11월에 자신이 블랙리스트 논란에 연루되자 사임했다.
서울주택도시공사 사장으로 재직 중 개방형 정책을 실시, 외부 전문가를 영입하기도 했다. 서울주택도시공사내 SH도시연구소장에 서울연구원 부원장 출신을, 홍보처장에 삼성그룹 출신을, 도시재생처장에 영주시디자인단장을 역임했던 분을, 주거복지처장에 관련 전문가를 각각 영입했다. 또 기획경영본부장에 민간 건설사 사장 출신을 영입했다.
그밖에 학회 활동으로는 대한국토⋅도시계획학회 상임이사, 주거복지연구위원장, 한국정책분석평가학회 이사, 한국정책과학분석학회 이사, 한국공간환경학회 이사, 부회장 및 공간환경정책포럼 대표, 한국지역경제학회, 한국지역정책학회, 한국부동산분석학회와 한국도시행정학회 이사, 한국주택학회 이사, 학술위원장, 한국행정학회 회원, 한국정책학회 이사, 부동산정책연구위원장 등을 역임했다.

### 주택공사사장 및 교통부장관
변창흠은 2019년 4월 29일에 한국토지주택공사 사장으로 임명된 이후에 문재인 정부의 부동산 정책을 지지하고 이행하였다. 2020년 8월 3일에 열린 대한민국 국회 국토교통위원회 회의에 출석한 변창흠은 정부의 부동산 정책에 관한 송석준 미래통합당 의원의 질의에 대해 문재인 대통령의 부동산 정책이 이명박, 박근혜 정부에 비해 최선이었다고 답변했다.
2020년 12월 4일에 문재인 대통령에 의해 김현미의 후임 국토교통부 장관 후보자로 내정되었고, 같은 해 12월 14일 한국토지주택공사 사장을 사임했다. 2020년 12월 29일 문재인 대통령에 의해 국토교통부 장관으로 임명되었으나 2021년 4월 16일에 사임했다.

## 논란

### 임대주택 식당 발언 논란
국민의힘 박성민 의원은 2020년 12월 18일에 변창흠 국토교통부 장관 후보자가 서울주택도시공사 사장으로 재직 중이던 2016년 6월 30일에 열린 회의에서 공유형 임대주택에 공동 식당을 설치할 것인가에 대한 토의를 진행하던 도중에 공공임대주택 입주민들을 향해 "못 사는 사람들은 집에서 밥을 해 먹지, 미쳤다고 사서 먹느냐?"라고 발언했다고 폭로했다. 또한 박성민 의원은 변창흠 후보자가 구의역 스크린도어 사망 사고 피의자에 대해 "아무 것도 아닌 일 때문에 사람이 죽은 것인데 서울메트로로부터 위탁을 받은 업체 직원이 실수로 죽은 것입니다. 조금만 신경 썻더라면 아무 일도 없는 일처럼 될 수 있었는데 이만큼 된 것이잖아요."라고 발언했다고 폭로했다. 이에 변창흠 의원은 보도 자료와 국회 인사청문회를 통해 "자신의 발언으로 인해 상처를 입은 공공임대주택 입주민들, 구의역 스크린도어 사망 사고 피해자들에 대해 사과드린다."는 메시지를 전했다.

### 친 박원순 인사 체크여부 논란
2017년 10월 25일 국회 국토교통위원회의 서울시 국정감사에서 김성태 당시 자유한국당 의원이 공개한 문서 ‘SH공사 인사조직책임자(기획경영처장) 풀(POOL)’에 의하면 그는 서울주택공사 간부가 친박원순인지 아닌지 블랙리스트를 작성, 체크했다 한다.
당시 김 의원은 “SH서울주택도시공사(SH공사) 1ㆍ2급 주요 간부들의 정치 성향과 박원순 서울시장과의 친분을 ○, △, Ⅹ로 구분한 것이다. 진보개혁 Ⅹ’ ‘박원순 Ⅹ’로 표시된 간부들은 한직으로 내몰리는 등 인사상 불이익을 당했다”며 의혹을 제기했다.

## 학력
- 1983 능인고등학교 졸업
- 1988 서울대학교 경제학 학사
- 1990 서울대학교 환경대학원 도시계획학 석사
- 2000 서울대학교 대학원 행정학 박사

## 경력
- 서울대학교 조교
- 서울주택공사 SOC분야 연구원
- 2000.03 ~ 2003.02 서울시정개발연구원 부연구위원
- 2000.03 ~ 2003.02 서울시정개발연구원 DMC지원연구팀장
- 2003.03 ~ 2019.04 세종대학교 행정학과 교수
- 2014.02 ~ 2014.11 한국도시연구소 소장
- 2014.11 ~ 2016.09 SH공사 사장
- 2016.09 ~ 2017.11 서울주택도시공사 사장
- 2017.10 ~ 2019.04 국가균형발전위원회 위원
- 2017.12 ~ 2019.04 도시재생특별위원회 민간위원
- 2018.04 ~ 2019.04 경제인문사회연구회 기획평가위원회 위원
- 2018.09 ~ 2019.04 세종대학교 공공정책대학원 원장
- 2019.04 ~ 2020.12 제4대 한국토지주택공사 사장
- 2020.12 ~ 2021.04 제5대 국토교통부 장관
- 2020.12 ~ 2021.04 대통령직속 국가균형발전위원회 당연직위원
- 2020.12 ~ 2021.04 녹색성장위원회 당연직위원
- 2020.12 ~ 2021.04 국가기후환경회의 위원(정부)

## 수상 경력
- 2007년 대통령 표창
- 2009년 서울특별시장 표창